# 吉津宜英
吉津 宜英（よしづ よしひで、1943年12月17日 - 2014年1月5日）は、日本の仏教学者・曹洞宗僧侶。専門は華厳、東アジア仏教思想。学位は、博士（仏教学）（駒澤大学・乙種）。駒澤大学教授。駒澤大学仏教経済研究所所長を務めた。広島県府中市出身。

## 経歴
1943年、広島県府中市の曹洞宗松林寺に生まれる。広島県立府中高等学校卒業後、駒澤大学仏教学部に進学。1966年に卒業。同級生の石井修道（同大教授）・袴谷憲昭（同大教授）と共に三羽烏と称された。同大学院進学、鎌田茂雄・宮本正尊の両師に師事、1971年に同大学院博士課程満期退学。1980年に『阿毘達磨倶舎論索引』(平川彰らとの共同研究)で日本学士院賞受賞、日本印度学仏教学会賞も受賞。1992年に『華厳一乗思想の研究』で博士（仏教学）の学位を取得。

### 職歴
1971年に同大助手に就任。講師、助教授を経て、1984年に教授となる。1985年にアメリカヴァージニア大学宗教学部にて1年間在外研究。
2001年に駒澤大学仏教経済研究所所長に就任。2014年1月5日、事故により遷化。

### 受賞
- 1980年6月 日本学士院賞(共同研究)『阿毘達磨倶舎論索引』
- 1980年7月 日本印度学仏教学会賞[6]
- 2014年7月 仏教思想学会仏教思想学術賞

## 著書

### 博士論文
- 『華厳一乗思想の研究』（大東出版社）で駒澤大学より乙種〈論文博士〉として1992年に博士（仏教学）の学位を取得

### 単著
- 『華厳禅の思想史的研究』（大東出版社、学術叢書・禅仏教、1985年）
- 『「縁」の社会学 仏教の論とこころー縁』（東京美術選書、1987年）
- 『<やさしさ>の仏教』（春秋社、1998年）
- 『修証義による仏教入門』（大蔵出版、1999年）
- 『般若心経 中道と祈り』（曹洞宗宗務庁、2004年）
- 『法蔵 「一即一切」という法界縁起』（佼成出版社、2010年）
- 『大乗起信論新釈』（大蔵出版、2014年）

### 著作集
- 『吉津宜英著作集 第1巻 -浄影寺慧遠の思想史的研究-』（『吉津宜英著作集』編集委員会編、臨川書店、2018年）

### 論文
- Cinii>吉津宜英